# Жетысайский район
Жетысайский район (каз. Жетісай ауданы) — район Туркестанской области Республики Казахстан.

## История
Джетысайский район был образован 28 октября 1955 года в составе Южно-Казахстанской области путём выделения из Ильичёвского района.
4 мая 1993 года именование района было изменено на Жетысайский район
24 апреля 1997 года Жетысайский район был упразднён, а его территория передана в Мактааральский район.
Указом Президента Республики Казахстан от 5 июня 2018 года Жетысайский район вновь выделен из Мактааральского района в отдельную административную единицу в составе Южно-Казахстанской (с 19 июня 2018 года — Туркестанской) области. Административным центром стал город Жетысай.

## Административное деление
В состав района входят Асыкатинская поселковая администрация и 11 сельских округов:
1. Абайский
2. Атамекенский
3. Жанааульский
4. Жылысуский
5. Каракайский
6. Кызылкумский
7. Макталинский
8. Казыбек би
9. Жолдасбая Ералиева
10. Шаблана Дильдабекова
11. Ынтымакский

## Население
Национальный состав на начало (2019 года):
- казахи — 153 602 чел. (90,14 %)
- таджики — 12 052 чел. (7,07 %)
- русские — 1697 чел. (1,00 %)
- узбеки  — 1497 чел. (0,88 %)
- татары — 373 чел. (0,22 %)
- корейцы — 322 чел. (0,19 %)
- другие — 865 чел. (0,51 %)
- всего — 170 408 чел. (100,00 %)

## Акимы
- Бейсенбаев Жамантай Канаевич (с 07.2018)
- Кадырбек Мурат Булатович (c 04.2021)